# Igreja Nossa Senhora da Boa Morte (São Paulo)

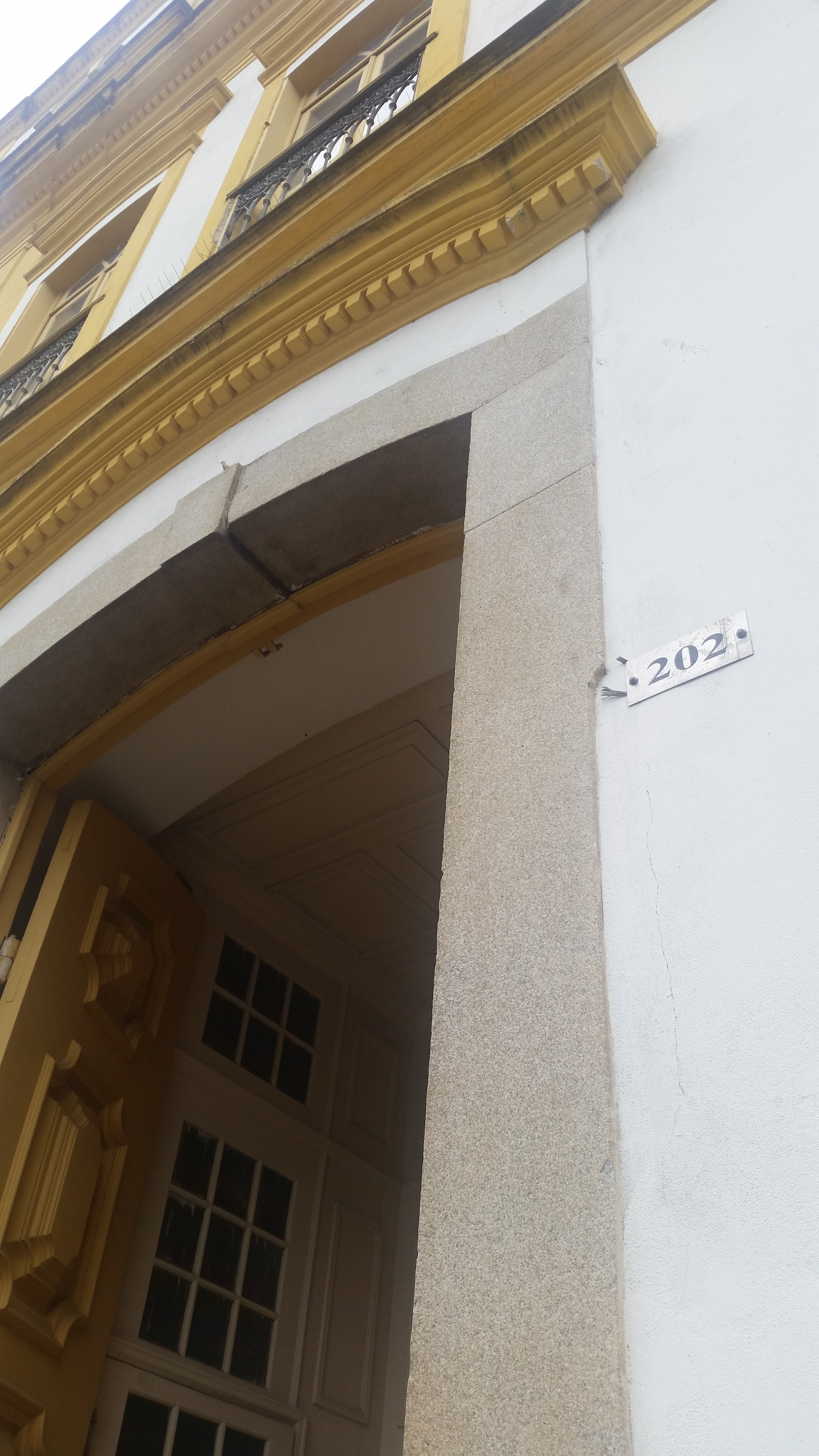
Número 202 da rua do Carmo

A Igreja Nossa Senhora da Boa Morte ou Igreja da Boa Morte da Virgem Maria é um templo católico localizado no centro da cidade de São Paulo. Está situada na Rua do Carmo, 202, nas vizinhanças da Praça da Sé.[1]
O templo foi construído às expensas dos membros jesuítas da Irmandade de Nossa Senhora da Boa Morte, que adquiriu o terreno para a construção da igreja em 24 de julho de 1802 de Joaquim de Souza Ferreira.[2] Após oito anos de obras, o templo foi inaugurado em 25 de julho de 1810. A edificação passou por reformas de 18 de setembro de 1871 a 22 de novembro de 1873, quando foi remodelada sua torre.[2] Após um novo período de reformas que durou mais de três anos, iniciado em 2006, a igreja foi reaberta 12 de julho de 2009.[3]
Para realizar a restauração da igreja foram gastos R$ 6,5 milhões de reais. O projeto visou conservar a imagem do edifício com os mesmos critérios utilizados pelos arquitetos durante a construção da igreja no século XX. Junto ao projeto foi realizado um restauro das imagens que estão na igreja, entre uma delas, o "Cristo prisioneiro".
A igreja funciona 24 horas durante todos os dias da semana, sendo possível realizar adoração ao Santíssimo Sacramento de forma perpétua.  

## História

### Irmandade Nossa Senhora da Boa Morte
A Irmandade da Nossa Senhora da Boa Morte foi fundada em 16 de janeiro de 1728 do berço jesuíta de São Paulo, o Pátio do Colégio. Seu nome original era Irmandade dos Homens Pardos de Nossa Senhora da Boa Morte e sua principal característica era aceitar membros de todas as etnias, classe social e gênero, algo inédito na época, sem distinção.
Em 26 de agosto de 1768 o reverendo Antônio José de São Francisco foi até a secretaria do governo fazer uma denúncia, alegando que não é qualquer um que deveria ser considerado jesuíta ou abrigado pelos mesmos. Nela, o padre declarou ser irmão da Confraria ou Irmandade de São Francisco Xavier, erguida na igreja do Colégio. No dia seguinte, 27 de agosto de 1768, o cônego João Rodrigues Paes compareceu à mesma secretaria do governo alegando ser membro da Confraria ou Irmandade Nossa Senhora da Boa Morte, defendendo que a mesma admitia gente de todas as classes sociais, sem distinção. Naquele mesmo dia, Thomas de Mendonça (escravo do cônego João Rodrigues Paes) foi à secretaria do governo registrar que fazia parte da Irmandade Nossa Senhora da Boa Morte.

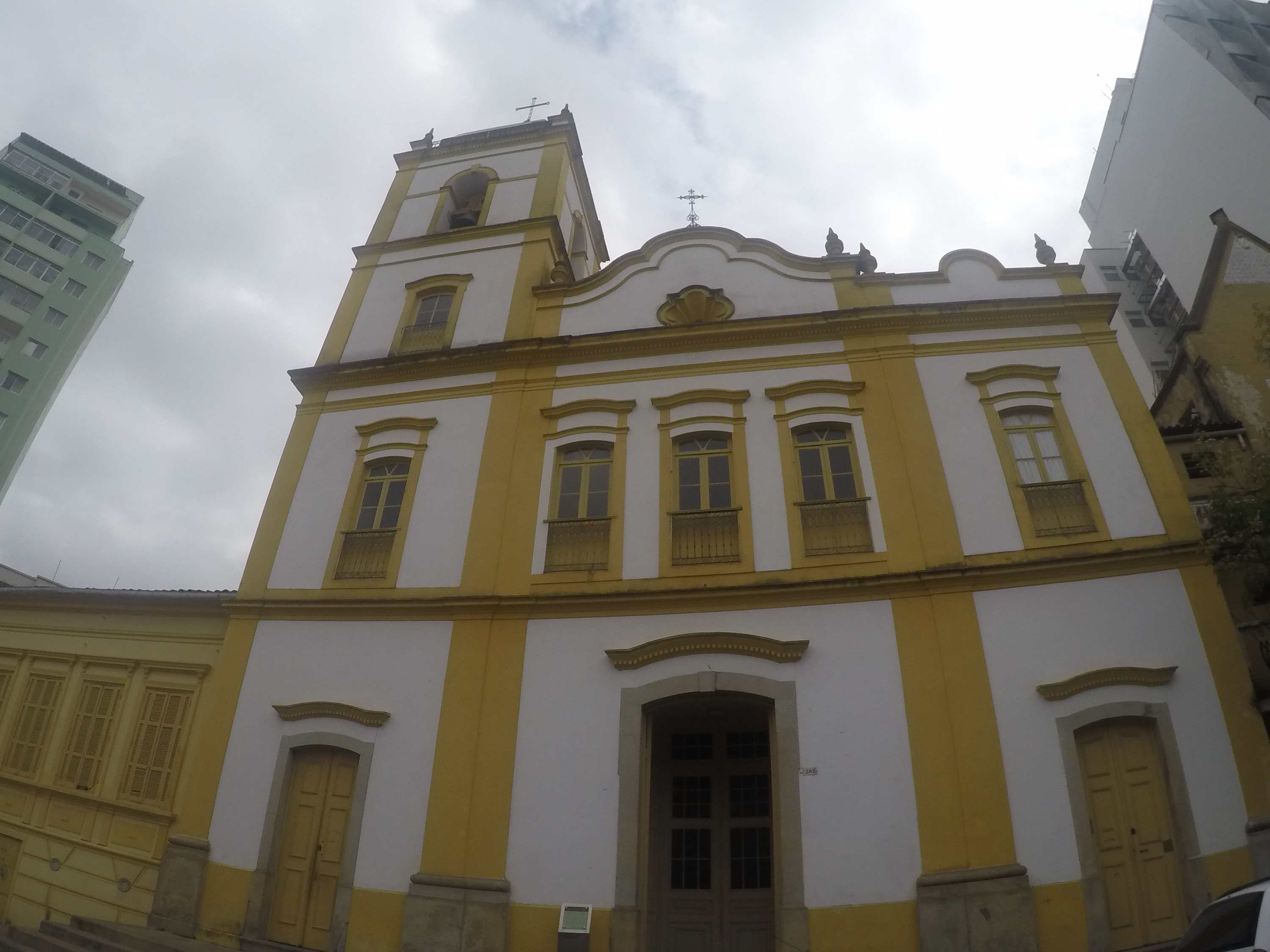
Fachada atual da Igreja Nossa Senhora da Boa Morte

A premissa da Irmandade da Nossa Senhora da Boa Morte era a adoração ao Santíssimo Sacramento, com regimento instituído na Bahia e levado a São Paulo em 1693 até a Confraria da Boa Morte. Essa adoração consistia na entrega de um papelzinho onde você colocava o dia, hora e mês que cada um dos membros deveria estar orando, e assim assinalando seu compromisso com a adoração perpétua.
Isso foi muito implicado pelas autoridades paulistas, que não gostavam do tom misterioso da técnica, pois os Jesuítas já haviam sido expulsos do país em 1768 e qualquer ato misterioso relacionada a eles gerava dúvidas por parte do governo. No fim, perceberam que era um gesto inofensivo e as autoridades permitiram a tranquila convivência da Irmandade.
A Irmandade, mais tarde, foi transferida para a igreja do Convento do Carmo de São Paulo, permanecendo ali até o dia em que se mudou para o número 202 da rua do Carmo, seu endereço atual.

### Construção da Igreja
Em 25 de fevereiro de 1802 a Irmandade fez um requerimento a D. Mateus de Abreu Pereira, então bispo de São Paulo, pedindo licença para a construção de uma igreja própria. No mesmo dia, o bispo concedeu, mas com algumas condições: o lugar deveria ser alto para edificação, livre de umidade e longe de casas residenciais. A irmandade queria construir a igreja no largo S. Gonçalo, hoje, Praça João Mendes, mas devido às exigências do bispo, o local não foi aprovado e acabaram achando o terreno onde a igreja encontra-se hoje. Em agosto do mesmo ano, adquiriram o terreno do então proprietário Joaquim de Souza Ferreira, por 112$000 (cento e doze mil réis).

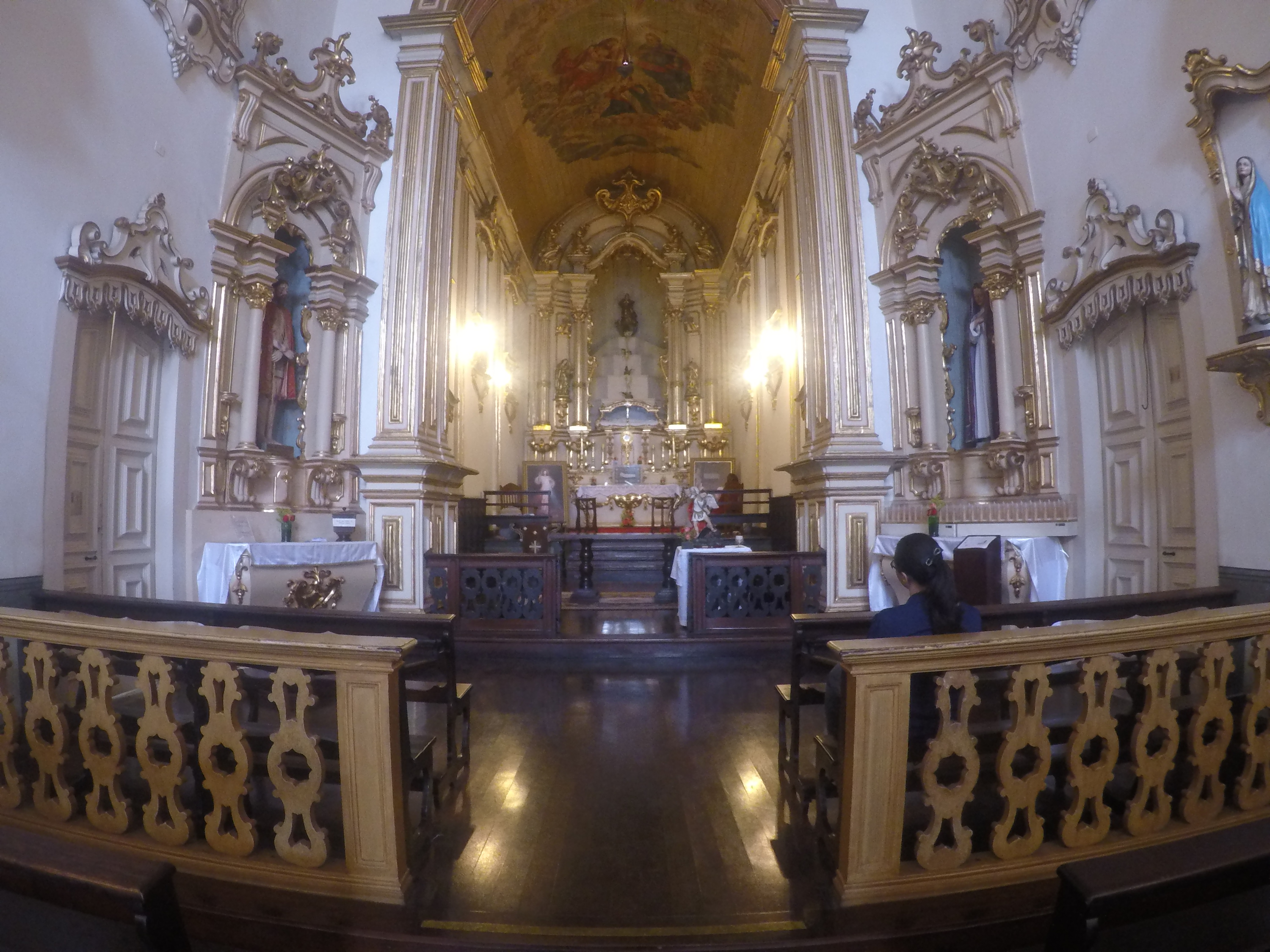
Igreja Nossa Senhora da Boa Morte

Durante oito anos os membros da Confraria trabalharam para colocar a Igreja de pé. Os nomes da mesa administrativa da Irmandade foram: Ângelo Custódio Xavier Monteiro (juiz), Anastácio José Mendes (escrivão), João Moreira (tesoureiro), Antonio Teixeira da Silva (procurador), Joaquim José da Conceição, Inacio Barbosa de Miranda, Amaro Coelho Aires, Francisco Xavier Eloi, Francisco Xavier Lopes, Eloi Xavier, Francisco da Luz Caminha, Silvestre da Silva, Joaquim Gonçalves Lessa e Joaquim Borges Sampaio.
Em 14 de agosto de 1810, os membros da Irmandade da Nossa Senhora da Boa Morte assistiram a benção solene da nova Igreja. No dia 25 do mesmo mês ocorreu a inauguração, quando foram transladadas as sagradas imagens do Convento do Carmo para a nova Igreja da Boa Morte.

### Tombamento
A abertura processo de tombamento ocorreu em 30/04/1970 ao CONDEPHAAT por pedido de Pedro Cardoso Pita, chamado de provedor da Irmandade. O pedido encerra, em suas entrelinhas, uma disputa entre a Irmandade e a Cúria Metropolitana. O antigo provedor Pita foi praticamente expulso da Irmandade, após o fim de seu mandato e ninguém foi eleito para substituí-lo. O arcebispo nomeou um “interventor”, Monsenhor Manoel Salvador de Carvalho Neves, que por sua vez nomeou o Padre André Bortolameotti capelão. Pita entrou na Justiça alegando “defender os interesses da Irmandade que a Cúria julga deseja extinguir” para poder, então, apropriar-se do imóvel e vende-lo, segundo permite cláusula estatutária. Os autos correram e Pita perdeu na Justiça, sendo inclusive obrigado a pagar por todo o processo.

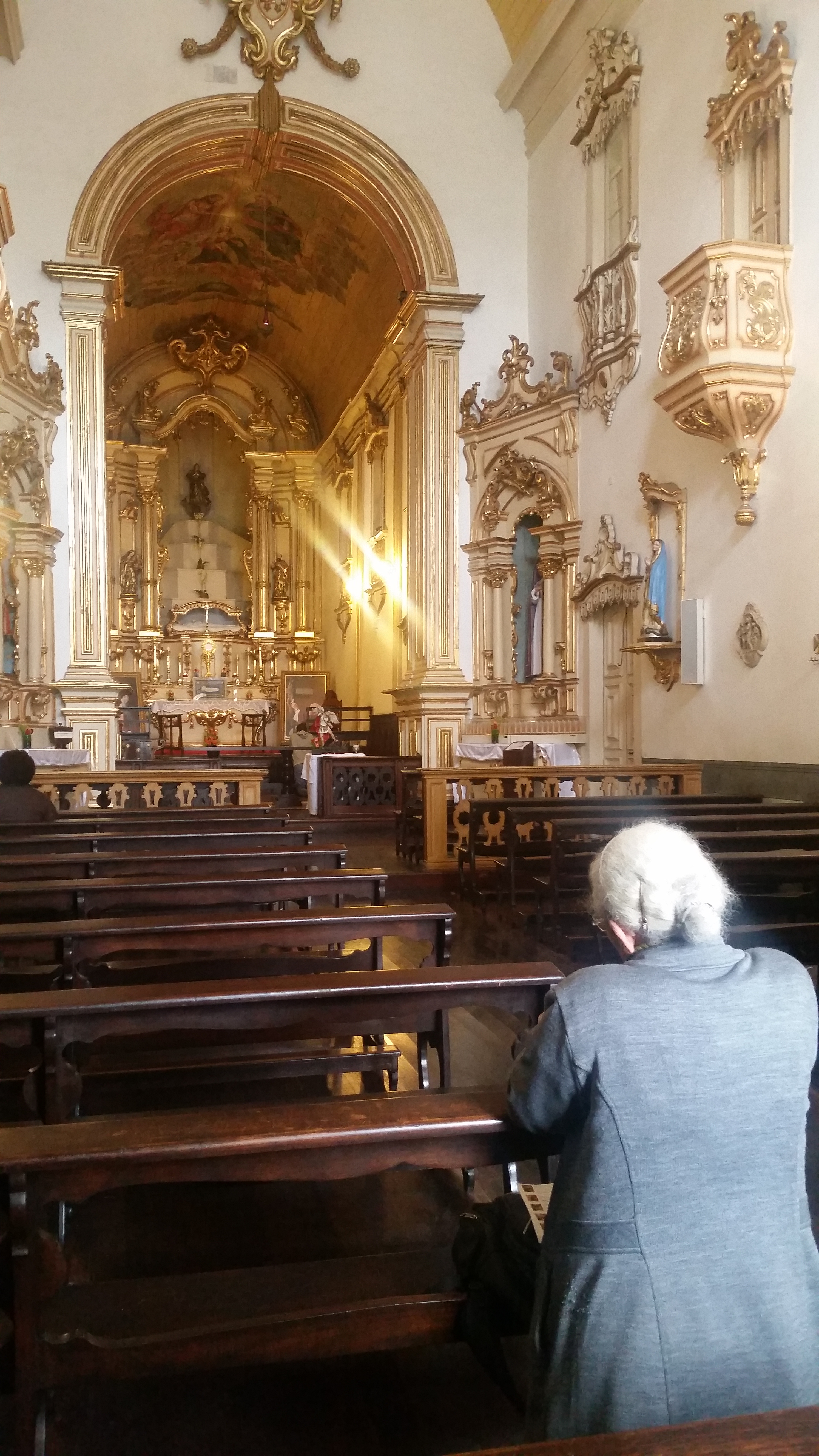
Mulher rezando na Igreja Nossa Senhora da Boa Morte

Em 28 de fevereiro de 1973, o processo de tombamento foi interrompido pois a Igreja constava numa lista de levantamentos métricos arquitetônicos que deveriam ser feitos. Em 25 de julho do mesmo ano, foi retomado, pois uma carta do capelão Bortalameotti pedindo ajuda para realizar reformas na Igreja mostrou a necessidade de urgência do tombamento. As métricas ficaram de ser feitas posteriormente. O tombamento foi formalizado em 26 de março de 1974, incluindo Igreja, salão de festas interno e a casa paroquial.

## Arquitetura
A Igreja da Nossa Senhora da Boa Morte é de estilo barroco-colonial, com paredes de taipa de pilão e telhado de madeira. Simples, não ostenta tanto quanto suas vizinhas de construção da época. Diversos itens foram trazidos de Portugal, como santos e imagens de Nossa Senhora.

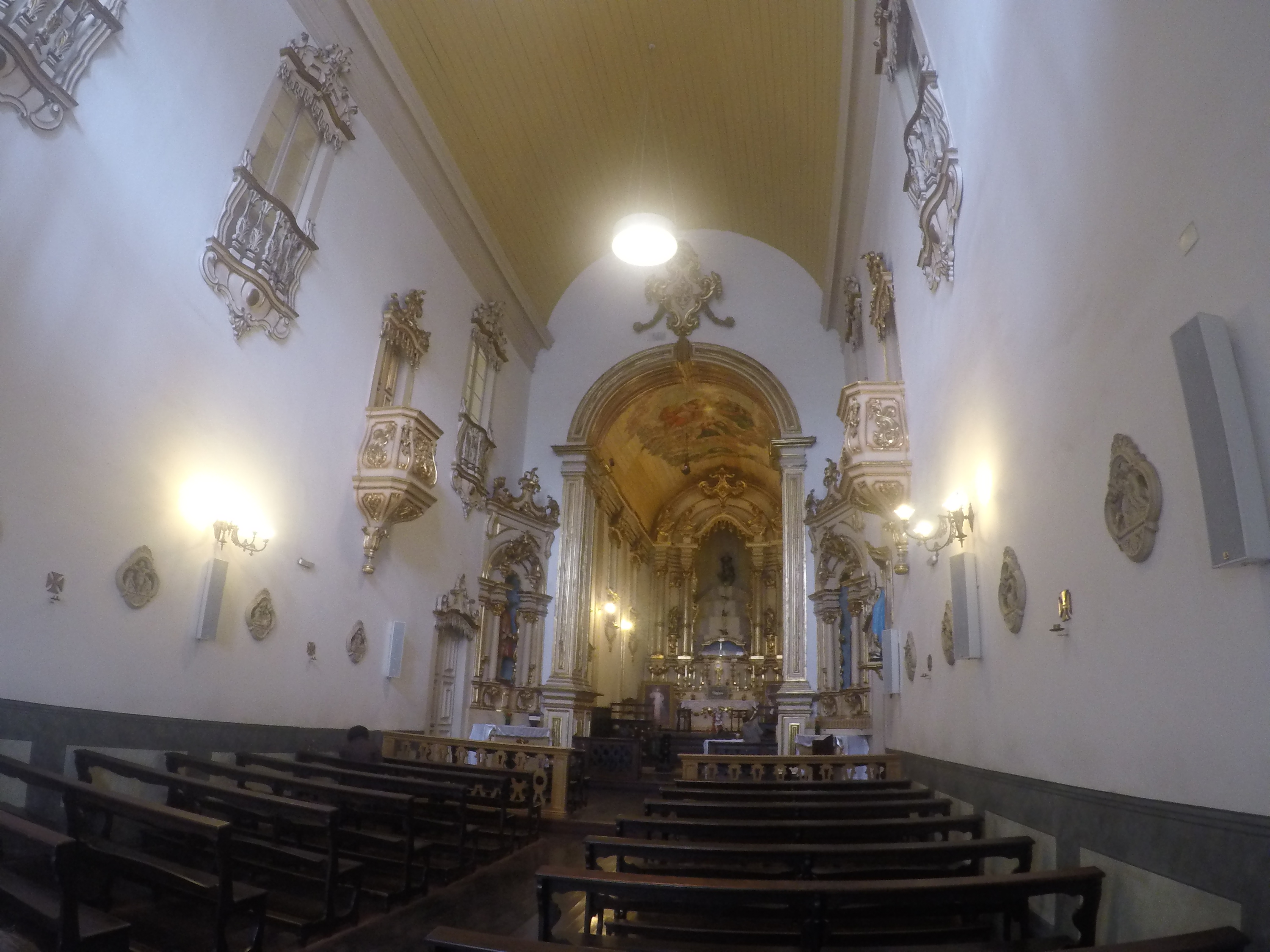
Igreja Nossa Senhora da Boa Morte

Em meados do ano 1980, o telhado e o forro começaram a ruir, além de um dos sinos ter sumido. Em 1971 ocorreram pequenas reformas, mas nada que alterasse os problemas de maneira eficiente. Membros da Confraria espalhados, escassos e distantes da realidade da Irmandade não conseguiam manter a atenção nela. Há rumores de que reformas clandestinas foram feitas para que a Igreja não desabasse.
A Igreja foi fechada em 2005 para reformas pois o teto estava ruindo e possuía madeiramento cheio de cupins. Em 2006, iniciaram-se obras de restauração da Igreja, incitadas pelo Bispo Odilio Pedro Scherer, na época Arcebispo Metropolitano de São Paulo. 
O Projeto de restauração, de autoria do arquiteto restaurador Olympio Augusto Ribeiro, foi desenvolvido entre 2003 e 2006, e visou resgatar a unidade estilística e arquitetônica do conjunto, sanando graves problemas de infiltração e estruturais, além da revisão de todo o sistema elétrico e hidráulico, capacitando-a para os usos atuais, inclusive dentro do conceito de auto-sustentabilidade. A igreja havia sofrido sérias mutilações, principalmente em seu altar-mor e seus revestimentos decorativos. Os levantamentos executados 'in loco', os estudos e as pesquisas históricas permitiram resgatar as características arquitetônicas e artísticas essenciais, consolidadas até a primeira década do século XX, apresentando-se após o restauro com deve ter sido em meados da década de 1910. As obras custaram 6,5 milhões de reais e duraram três anos, sendo a Igreja reinaugurada em julho de 2009 e assumida pela Aliança da Misericórdia, associação focada na população carente.
Na reforma, treze imagens sacras foram restauradas, dez toneladas de madeira retiradas e foi descoberta uma pintura da Virgem Maria, escondida sobre sujeiras no altar.

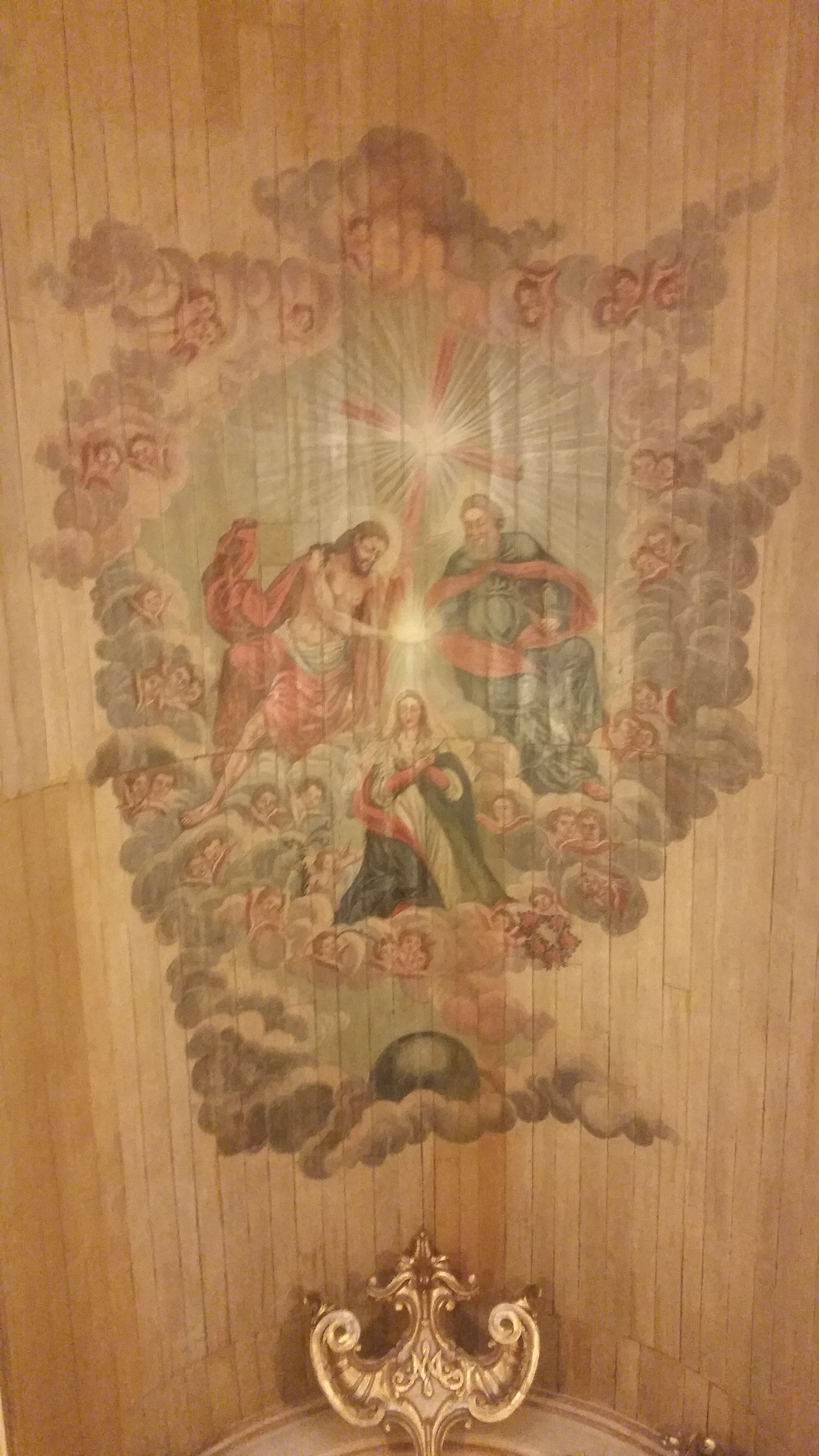
Igreja Nossa Senhora da Boa Morte

## Significado Histórico e Cultural
Segundo a tradição, o sino da Igreja da Nossa Senhora da Boa Morte foi o primeiro a badalar em 7 de setembro 1822, independência do Brasil
A Igreja dominava a cidade, pois era possível avistar a chegada daqueles que provinham de Santos ou do Rio de Janeiro, e devido à posição privilegiada ficou conhecida por “Igreja das Boas Notícias”, uma vez que os sinos tocavam sempre que alguém importante chegava a São Paulo.
Os demais sinos respondiam, o da Sé, o do Carmo, o de São Gonçalo, o de Santa Ifigênia, o dos Remédios, da Ordem Terceira do Carmo, o de São Francisco, fazendo festa pela chegada de tão altos personagens e anunciando a toda cidade de São Paulo.
A Igreja teve essa função por muito tempo, até que em 18 de setembro de 1871 foi necessária a remodelação da torre e de algumas partes internas. Com o crescimento da cidade, a torre perdeu sua razão de ser. A arquitetura se mantém a mesma, com uma modificação: a santa a que se dedica a igreja atualmente é a N. Senhora de Assunção, não mais da Boa Morte, porém o nome se mantém o mesmo.
O nome "Boa Morte" faz referência à Nossa Senhora, ele é mais uma maneira de se referir a ela. Em 1661 já existia em Portugal uma capela chamada Nossa Senhora da Boa Morte. No Brasil, igrejas da "Boa Morte" são mais comuns em Salvador, na Bahia.
A lenda reza que, não se sabe se por causa do nome ou consequência do mesmo, a Igreja era parada de escravos que iam em direção à forca após serem condenados no Largo da Liberdade e pediam uma "boa morte" à Santa.
A Igreja foi sede da Paróquia da Sé, enquanto a catedral desta estava sendo construída no inicio do século XX.
Dentro os argumentos para tombar a igreja: prova de nossa pobreza antes do surto industrial brasileiro, antes de influência e técnicas de imigrantes, considerada a mais antiga Paróquia de São Paulo e o grande orador sacro do século XIX, cônego Dr. Joaquim do Monte Carmello, pertencia à irmandade da Igreja.

## Estado atual
Atualmente, a Igreja mantém sua personalidade simplória de decoração. Recebe missas, batizados e casamentos, que ajudam na construção e mantenimento da renda da mesma. O centro da cidade de São Paulo modificou-se e há diversos moradores de rua no entorno da Igreja. Ela faz parte da Aliança da Misericórdia.
Os horários para missa são: de segunda a quinta às 17h30, sexta-feira às 11h e 17h30, sábado às 15h30 e domingo às 18h. Entrada gratuita. O meio mais fácil de acessar a Igreja é por meio do metrô (Estação da Sé).

## Eventos[2]
Na Igreja Nossa Senhora da Boa Morte, atualmente, contém eventos sendo eles:
- Missas - ocorrem durante a semana com horários variados
- Sacramentos - batizados, crisma, primeira eucaristia, celebração e curso para noivos
- Confissões - ocorrem às terças, quartas e domingos

## Galeria

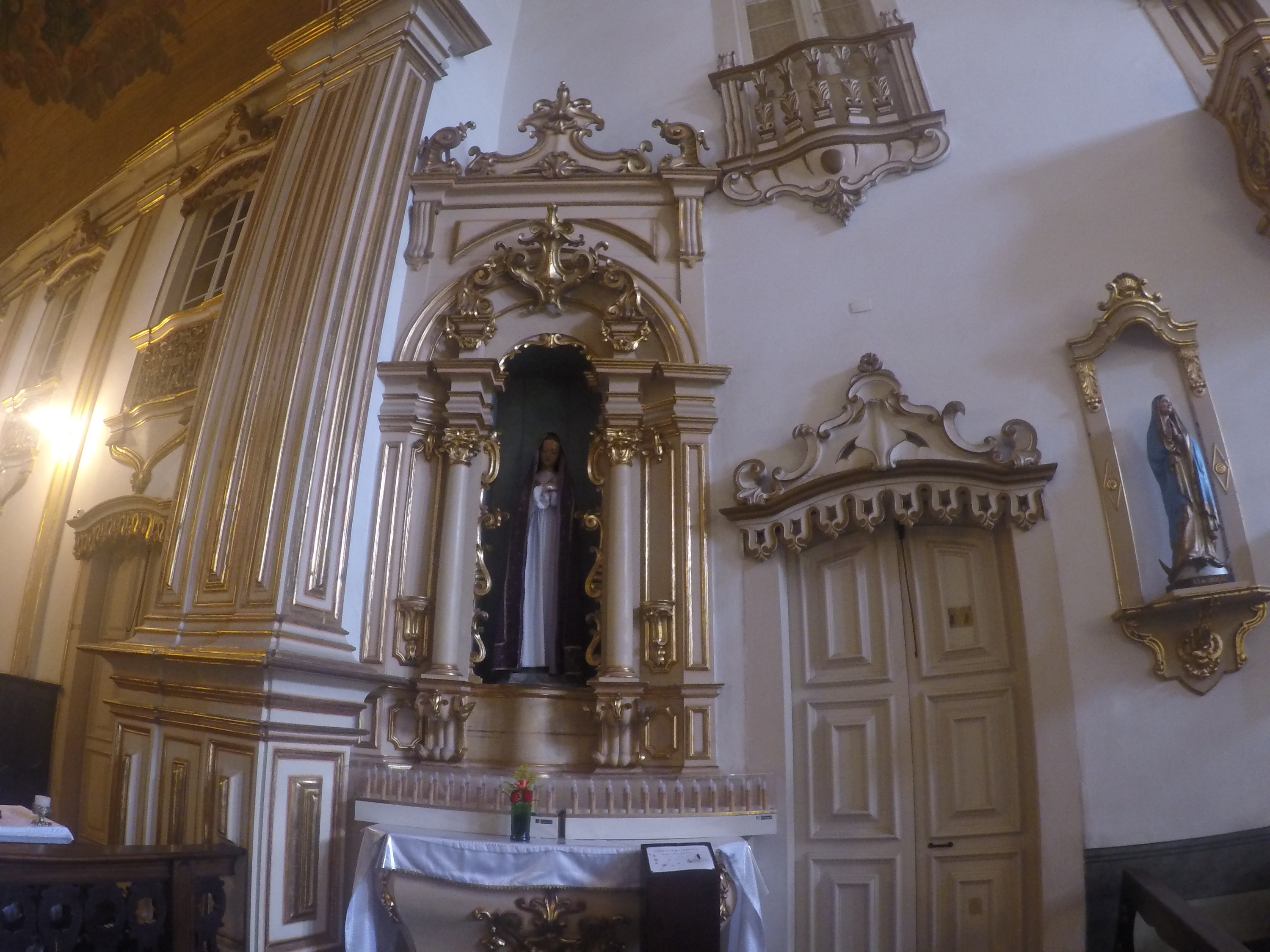
Igreja Nossa Senhora da Boa Morte
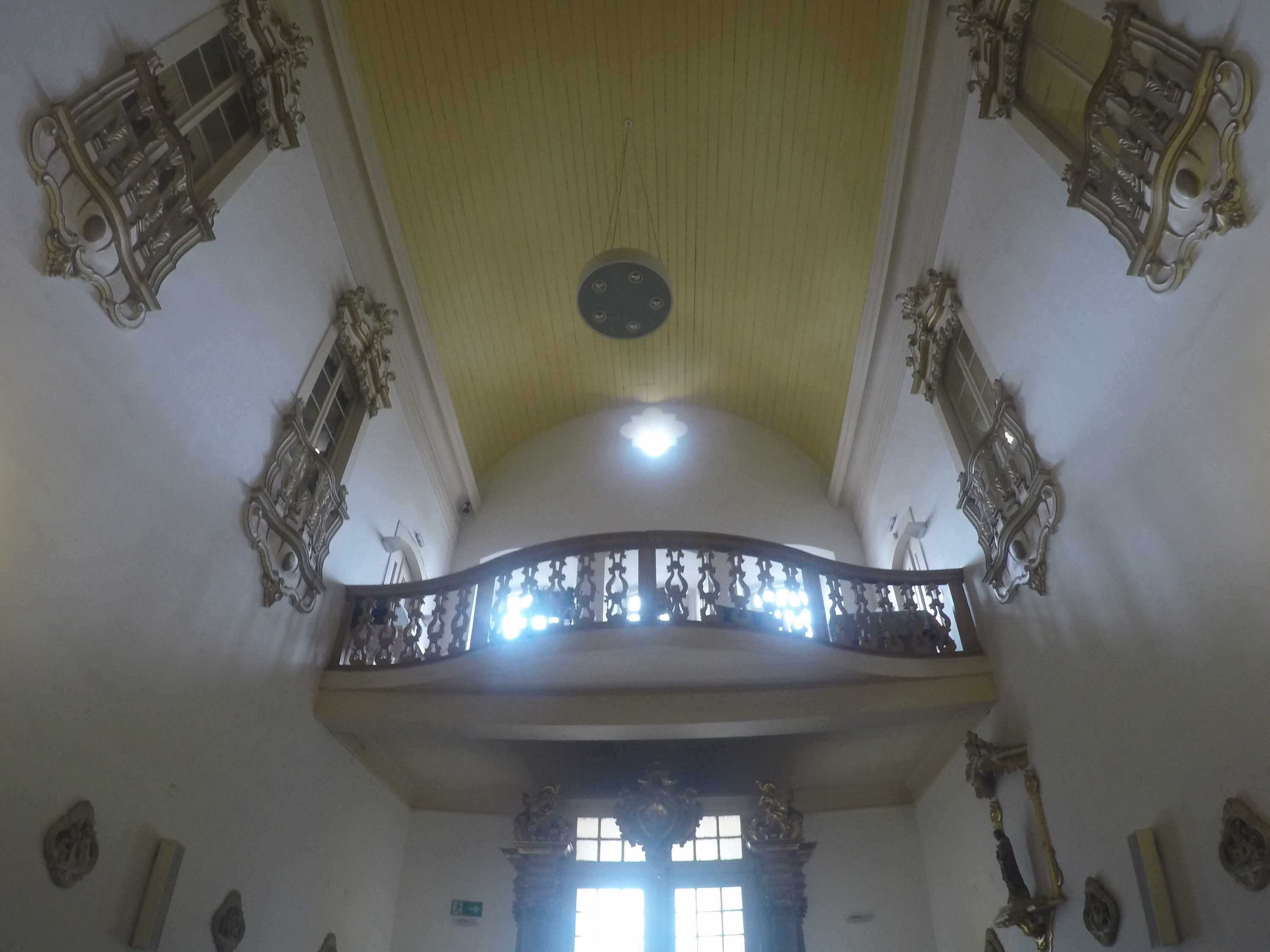
Igreja Nossa Senhora da Boa Morte
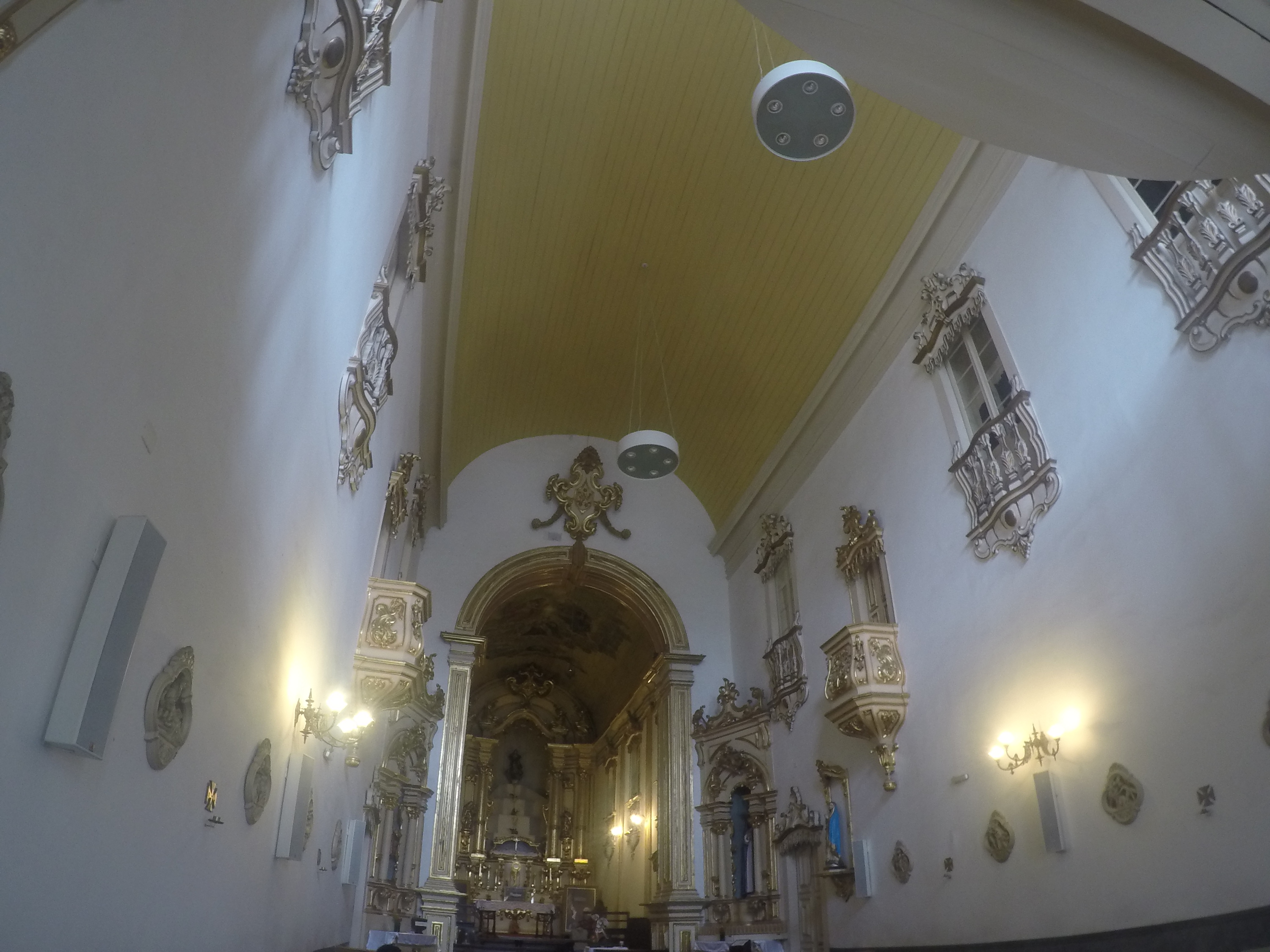
Igreja Nossa Senhora da Boa Morte
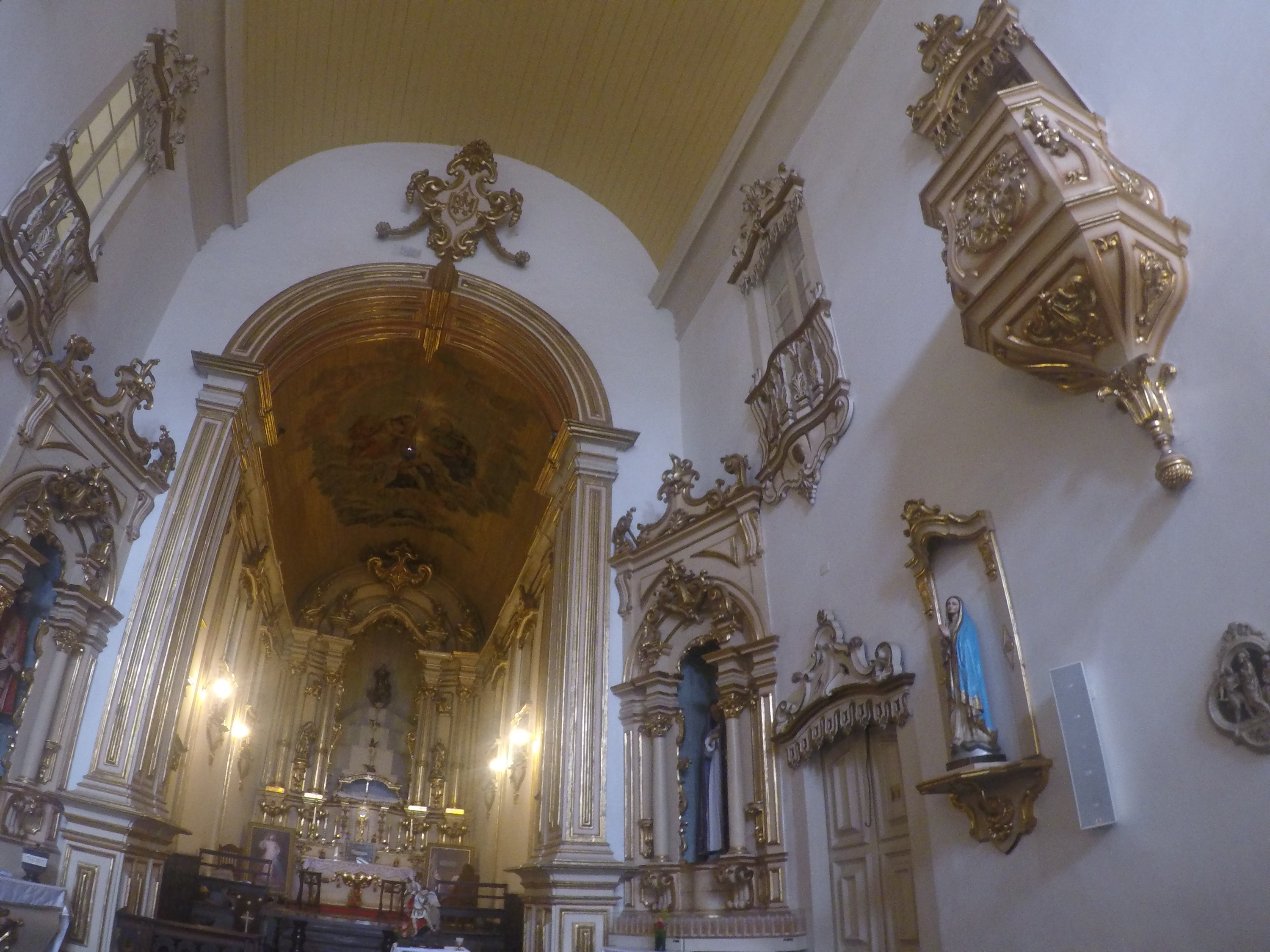
Igreja Nossa Senhora da Boa Morte
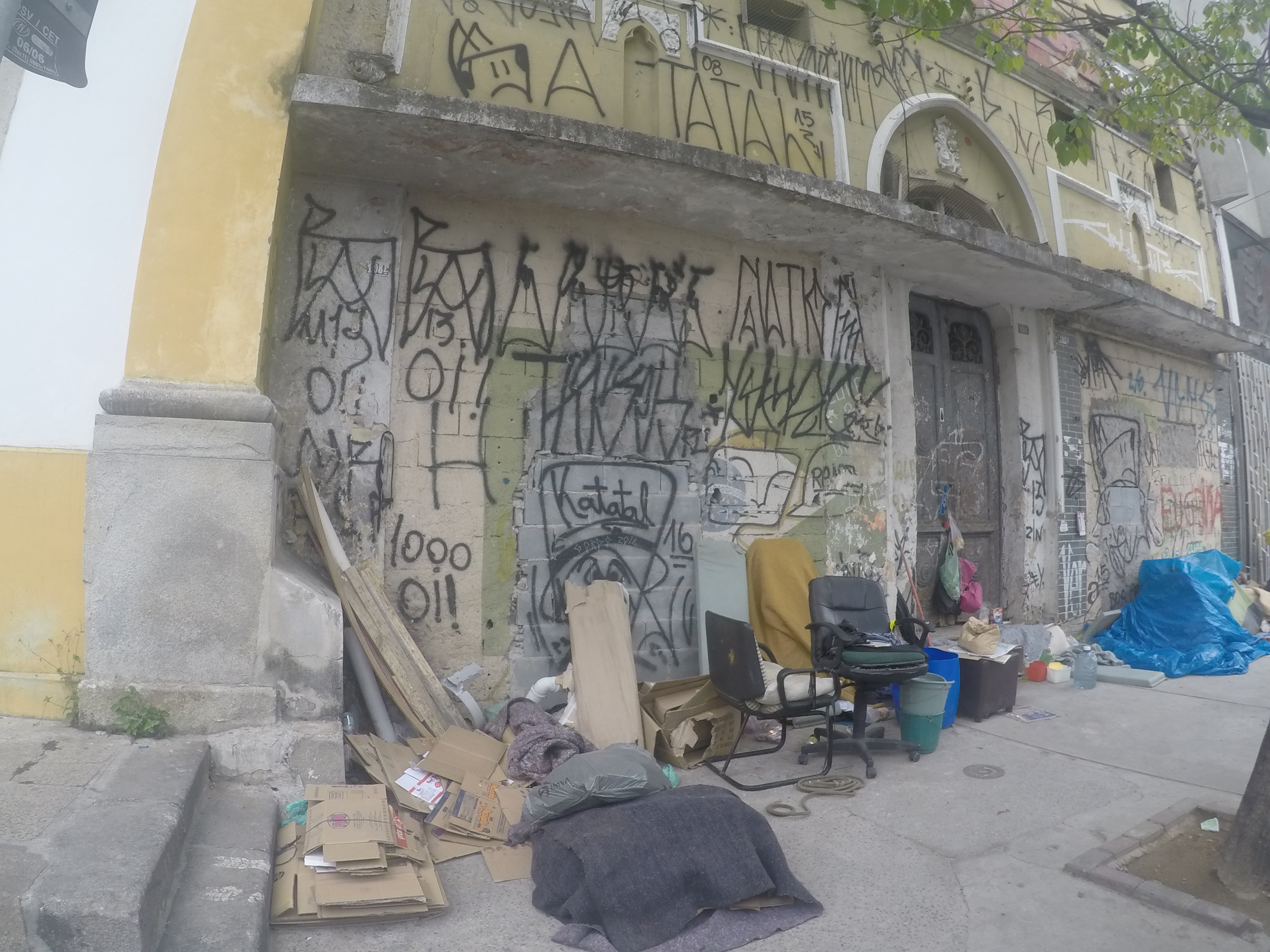
Igreja Nossa Senhora da Boa Morte
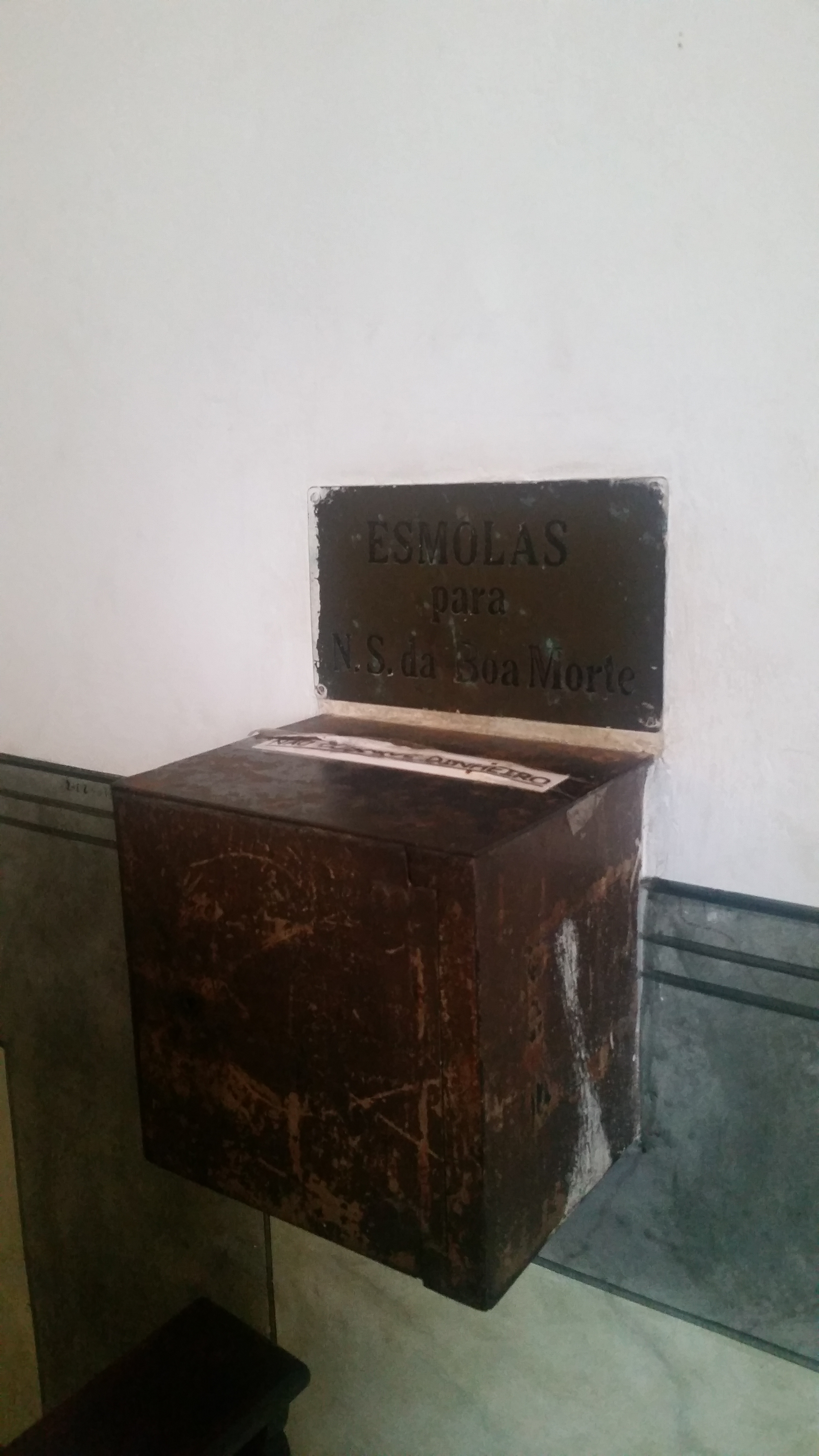
Igreja Nossa Senhora da Boa Morte
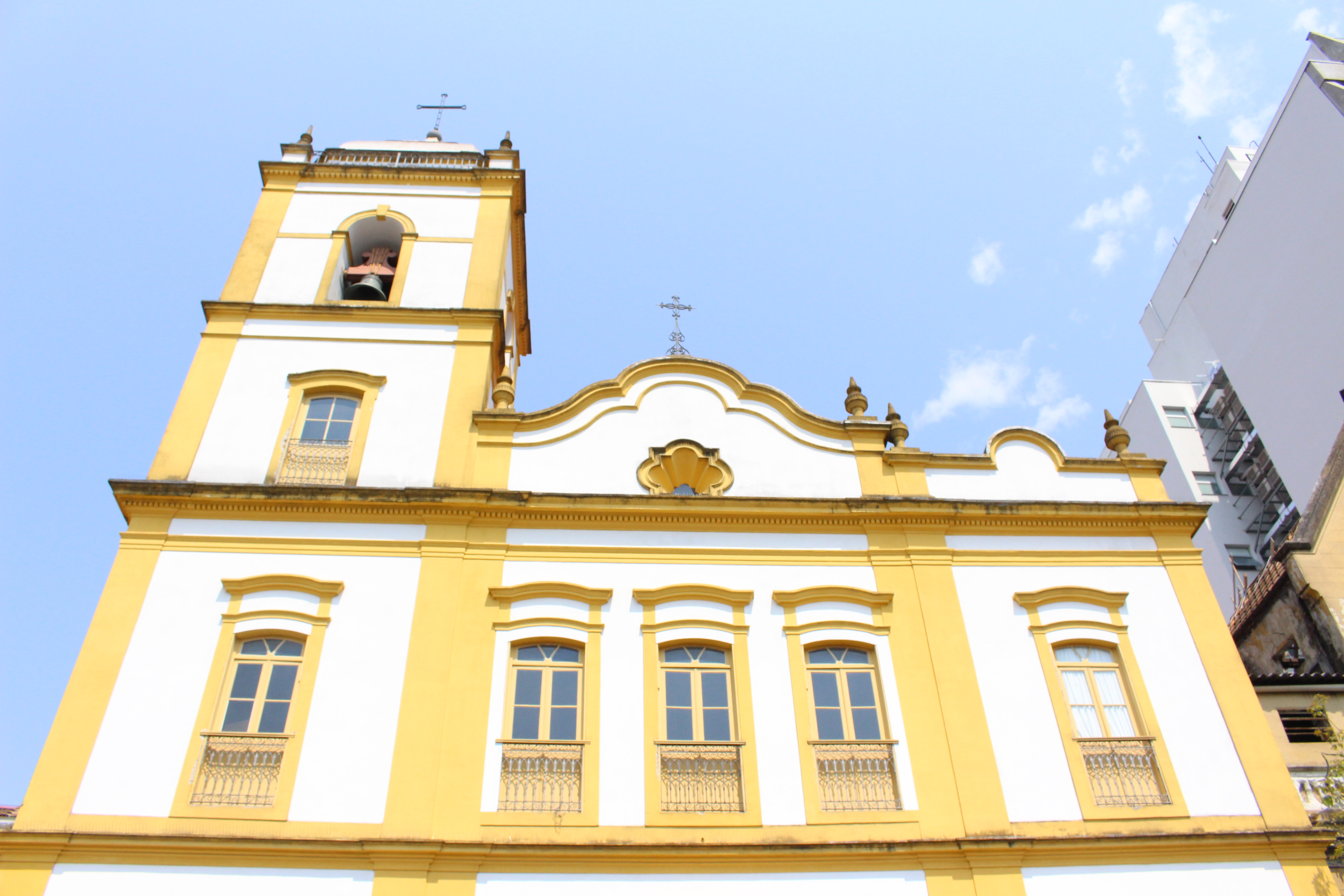
Igreja Nossa Senhora da Boa Morte
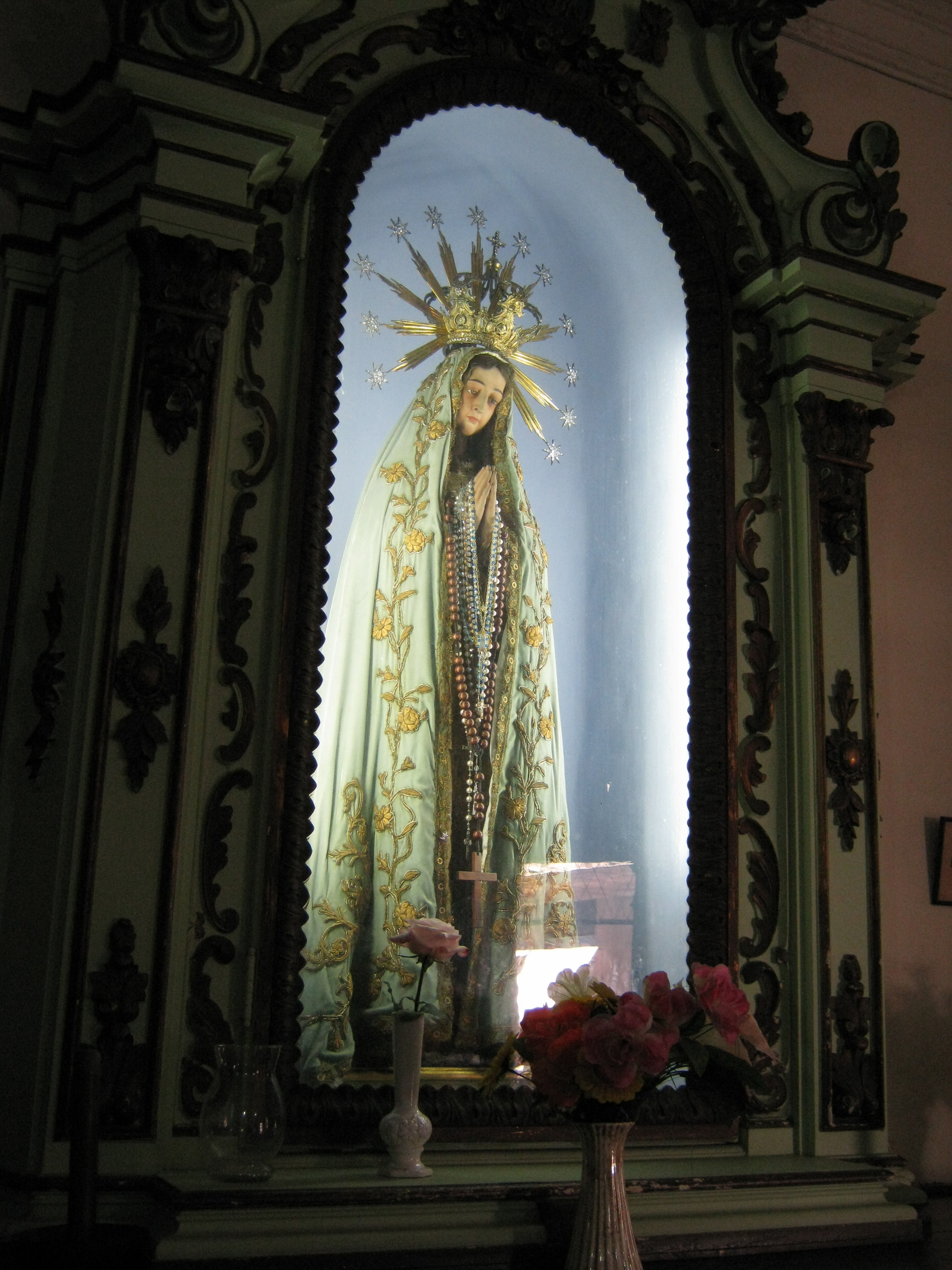
Igreja Nossa Senhora da Boa Morte
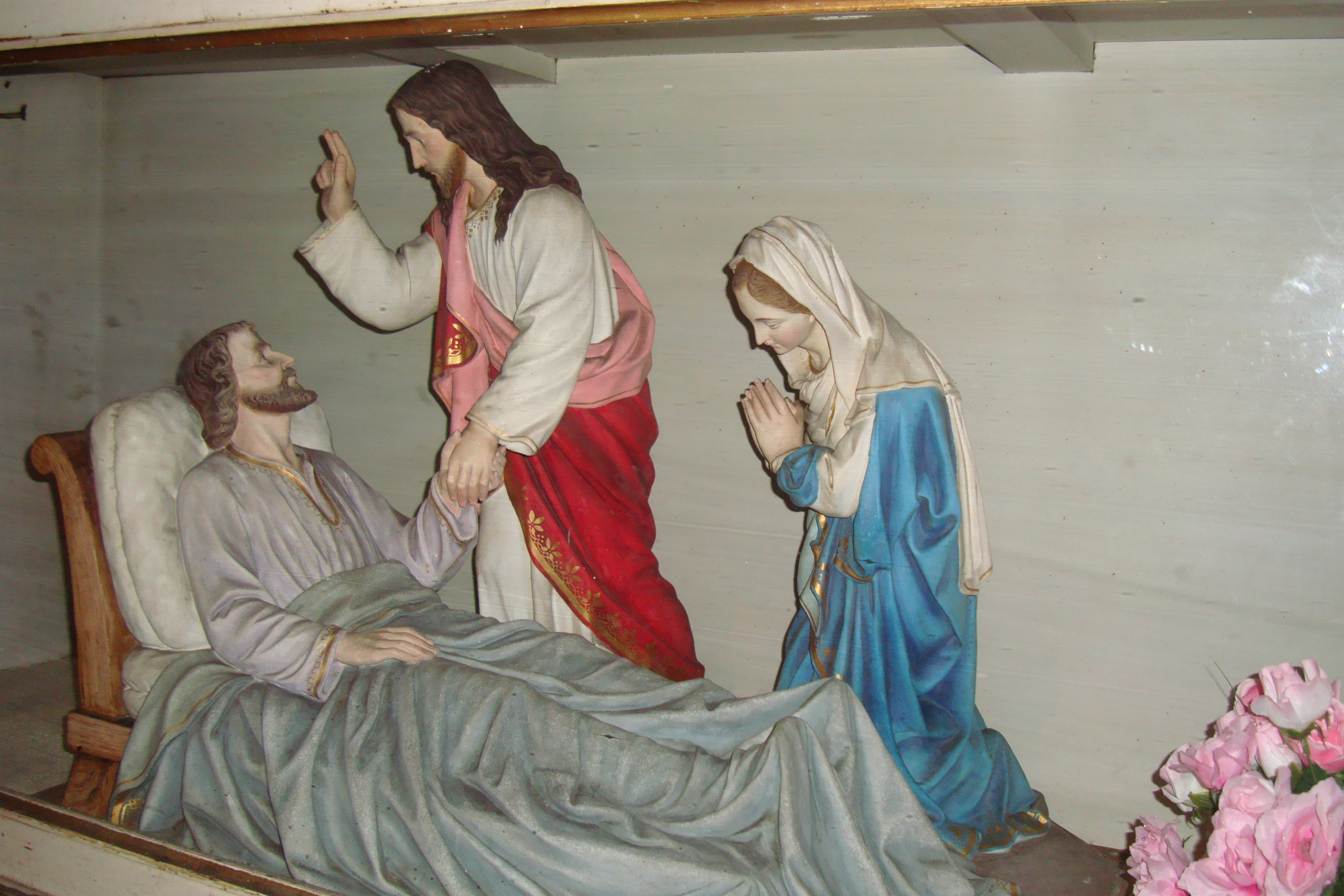
Igreja Nossa Senhora da Boa Morte
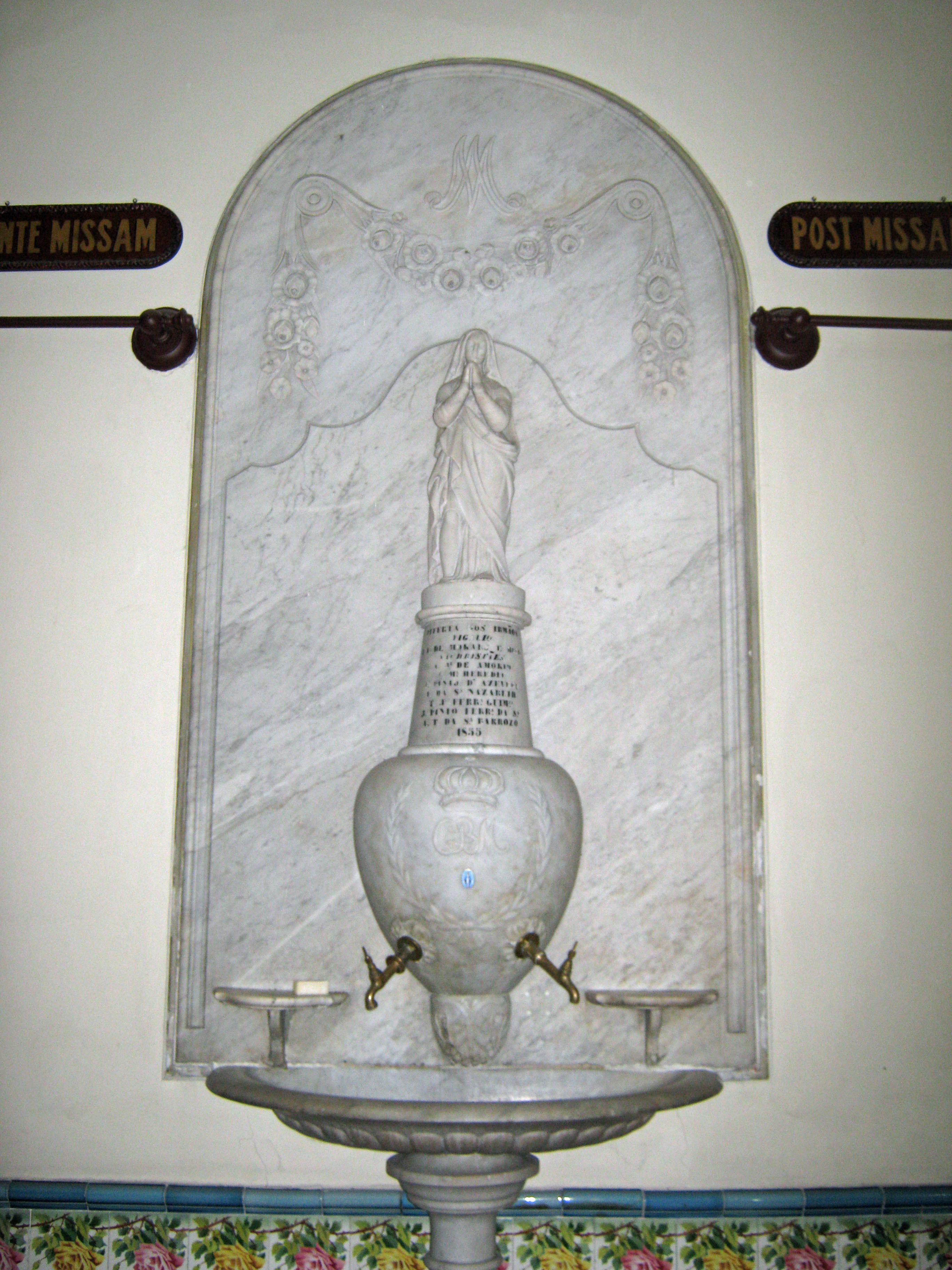
Igreja Nossa Senhora da Boa Morte
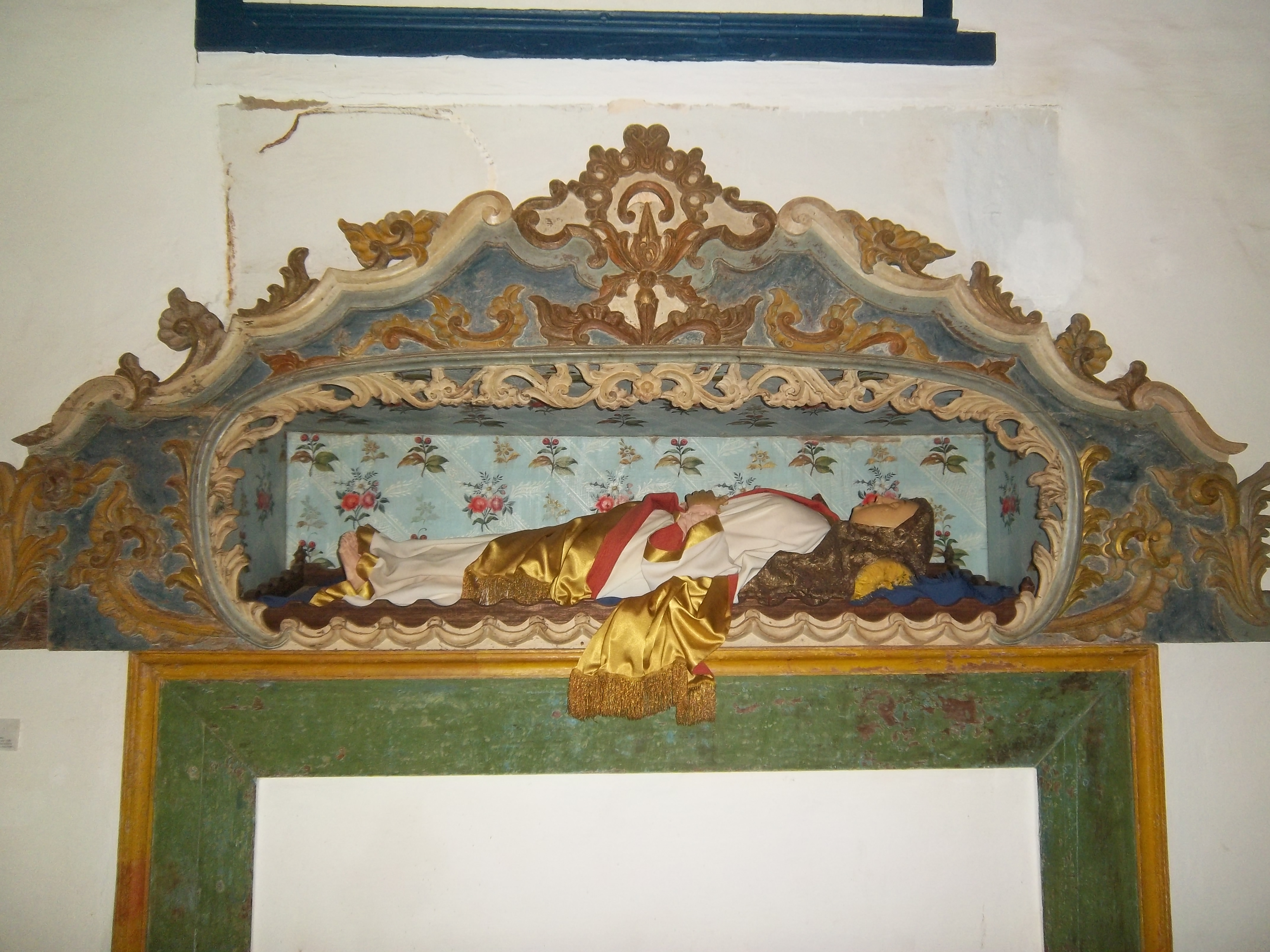
Igreja Nossa Senhora da Boa Morte
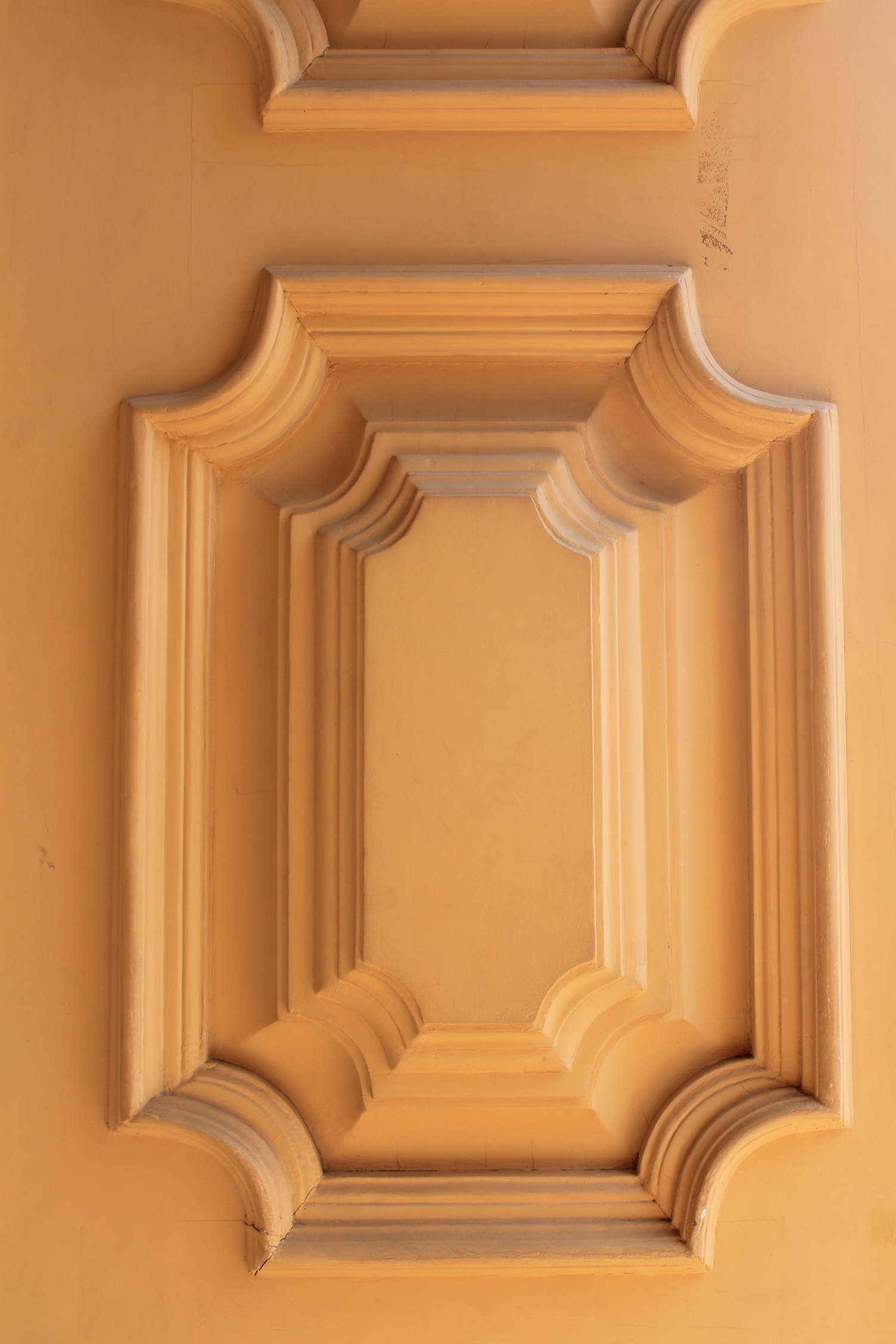
Igreja Nossa Senhora da Boa Morte
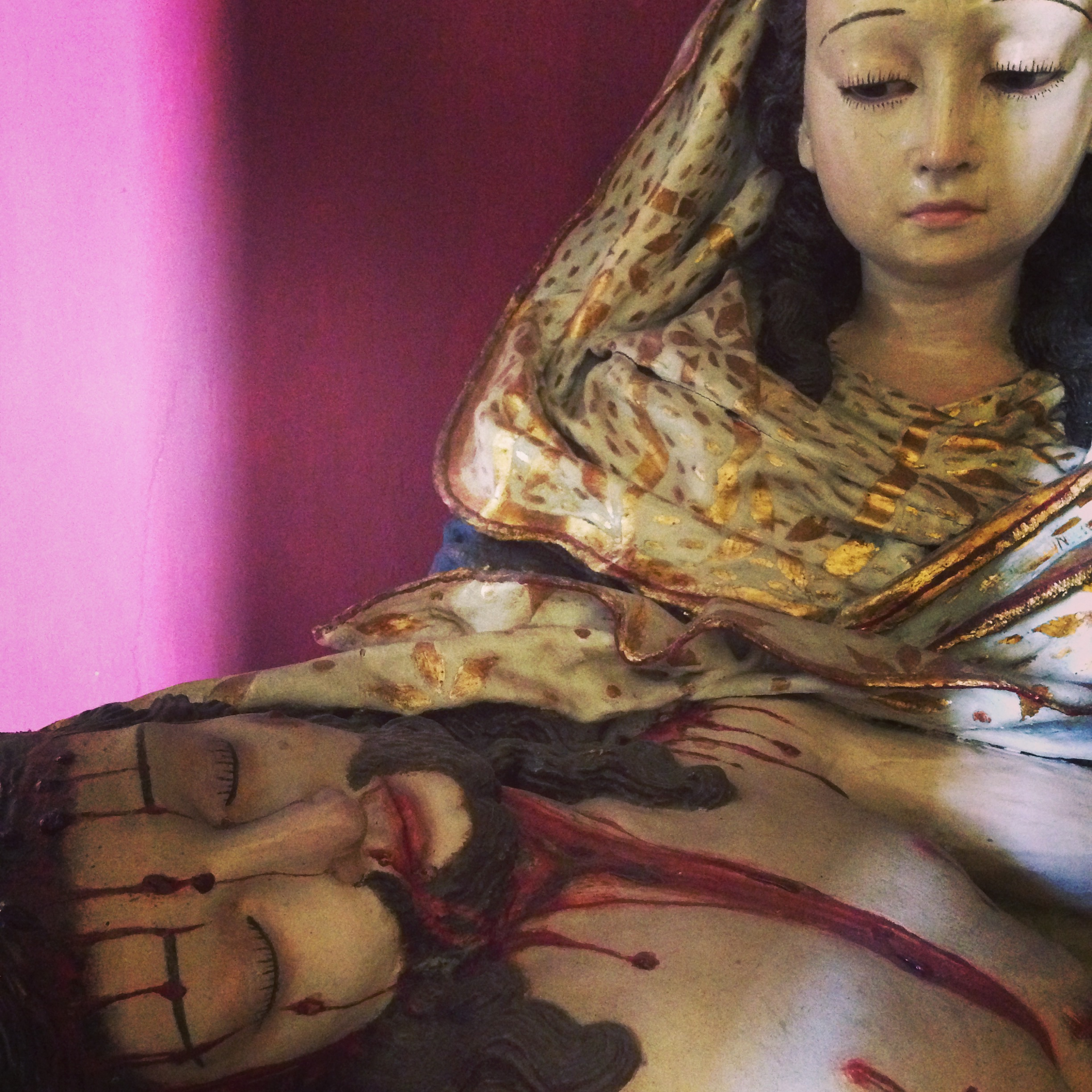
Igreja Nossa Senhora da Boa Morte
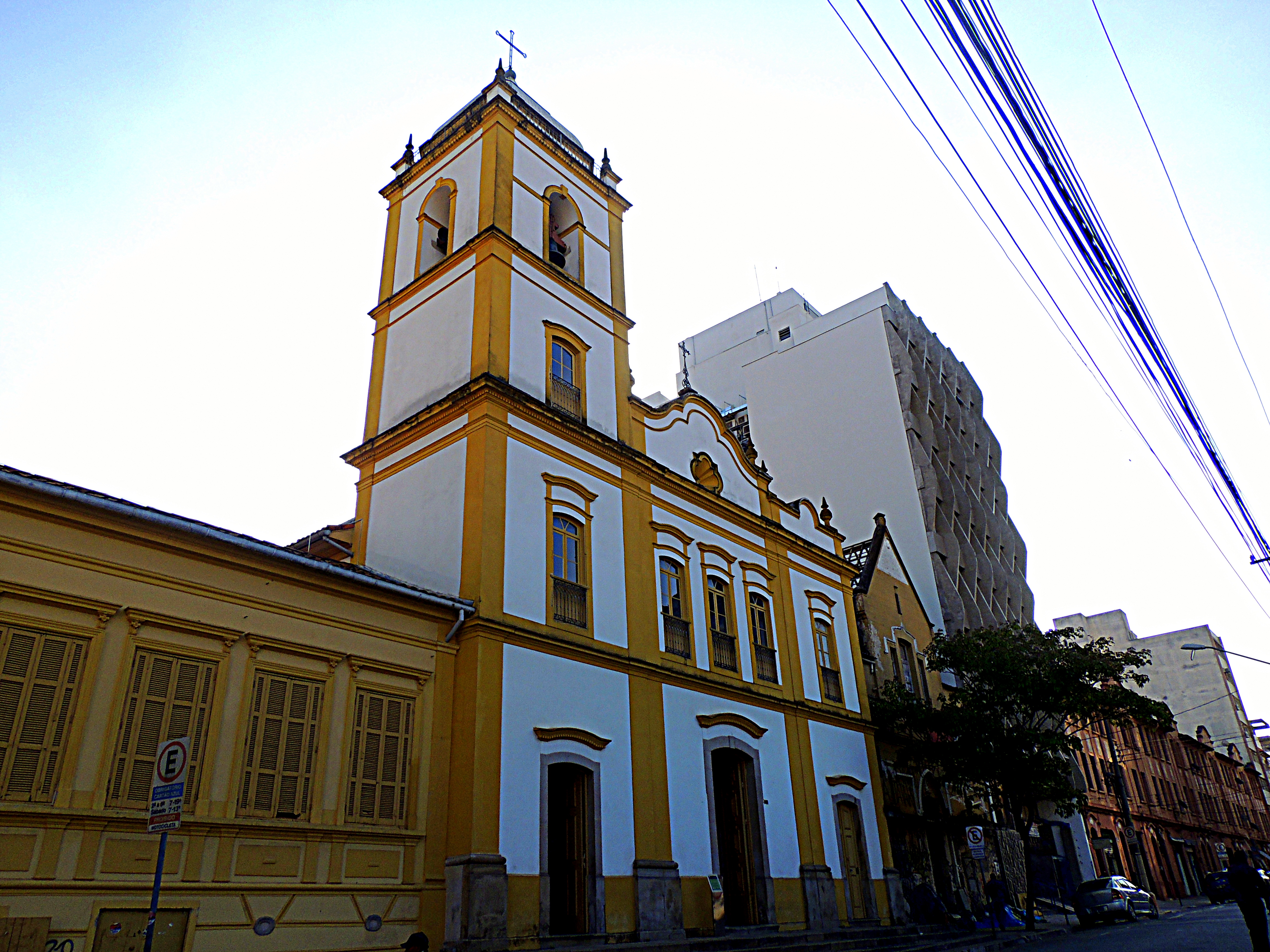
Igreja Nossa Senhora da Boa Morte